# ورنویل سور سین
ورنویل سور سین (به فرانسوی: Verneuil-sur-Seine) یک کمون در فرانسه است که در Canton of Triel-sur-Seine واقع شده‌است.

## خصوصیات
ورنویل سور سین ۹٫۴۳ کیلومترمربع مساحت و ۱۵٬۷۳۳ نفر جمعیت دارد.

## خواهرخوانده
شهر وایتراشتات خواهرخواندهٔ ورنویل سور سین هست.